# 橋本望
橋本 望（はしもと のぞみ、1980年12月4日 - ）は日本のモデル。大阪府出身。身長182cm、FOLIO MANAGEMENT(フォリオ マネージメント)所属。
趣味は映画鑑賞。
特技は水泳。

## 来歴
香港などアジア圏を中心にモデルとして活躍していた経歴を持つ。
2010年には、2010ミスターワールド日本代表に選ばれるが舞台の為世界大会に参加できず辞退。準日本代表になる。

## 主な出演作品

### テレビドラマ ・ 映画
- 「恋のから騒ぎドラマスペシャル 声が震える女」（2007年11月30日、日本テレビ）
- 「夢をかなえるゾウ」（2008年10月2日、読売テレビ） 佐藤大介 役
- 「ケータイ捜査官7」（2008年9月3日・10日、テレビ東京）
- 大河ドラマ「龍馬伝」（2010年、NHK）
- 「20世紀少年 <最終章> ぼくらの旗」（2009年8月29日公開、監督：堤幸彦）

### 舞台
- 「堕天 神殿　遅咲きの蒼」（作・演出：西田大輔（AND ENDLESS）、2008年5月1日 - 11日） 大久保利通 役
- 「毛皮のマリー」（パルコ・プロデュース、作：寺山修司/演出：美輪明宏/出演：美輪明宏、麿赤兒、若松武史 他、2009年4月1日 - 6月14日）
- 「葵上・卒塔婆小町」（パルコ・プロデュース、作：三島由紀夫/演出：美輪明宏/出演：美輪明宏、木村彰吾 他、2010年4月6日 - 5月9日）
- 薄桜鬼 新選組炎舞録（2010年10月1日 - 17日） 島田魁 役

### モデルの広告出演歴
- CM

Panasonic Homes／レクサス／三井不動産 “日比谷ミッドタウン”／ネスタリゾート神戸／佐川急便／UNIQLO／SONY／NEC／DAZN／P&G “h&s”／花王 “メリーズパンツ”／4℃／森永乳業 ”マウントレーニア”／小林製薬／サントリー／ヒュンダイ／マイルドセブン／FOX International　etc..
- スチール

LEXUS／TOYOTA／HONDA／MITSUBISHI／SUBARU／DAIHATSU／BMW／プジョー／フォルクスワーゲン／UNIQLO／資生堂 “UNO”／KOOL／コカ・コーラ／日清食品／Nespresso
ビズリーチ／眼鏡市場／ABC-MART／adidas／NIKE／PATRICK／asics／MIZUNO／New balance Golf／SRIXON／三井不動産／野村不動産／ヘーベルハウス／Softbank／docomo／Panasonic／NEC／VAIO／三菱電機 “霧ヶ峰”／Fujitsu／富士ゼロックス／EPSON／コクヨ／三越／高島屋／阪急百貨店／OIOI MENS
KASHIYAMA／土屋鞄製造所／グンゼ／東京シャツ／AOKI／はるやま／YUMI KATSURA ／東京コンラッドホテル　etc…
- ショー

Hermès／ダンヒル／UNIQLO／Ermenegildo Zegna／Levi’s（香港）／PUMA／銀座RUNWAY／神戸コレクション／ハイアットリージェンシー／リッツカールトン
etc…
- 雑誌

MONOCLE(英国)／山と渓谷／AERA／東京カレンダー／Free&Easy／ゴルフダイジェスト／Ray（上海版）／HIM（香港版）／Milk(香港版)／ゼクシィ／HotelWedding／Lei Wedding etc…